# Пешняк, Владимир Григорьевич
Влади́мир Григо́рьевич Пешня́к (род. 1949, Тогур) — советский и российский композитор, музыкальный педагог. Заслуженный деятель искусств Российской Федерации (2009). Автор музыки гимна Республики Алтай, субъекта Российской Федерации. Член Союза композиторов России.

## Биография
Родился в 1949 г. в рабочем поселке Тогур, Колпашевского района Томской области.
Учился в Иркутской школе Музыкантских воспитанников (1961—1965), Иркутском музыкальном училище (1965—1969). Окончил Новосибирскую Государственную консерваторию им. М. И. Глинки (1974). В 1979 году окончил ассистентуру-стажировку по классу композиции заслуженного деятеля искусств РСФСР, профессора А. Ф. Мурова.
С 1990 года живет и работает в Москве. В настоящее время — профессор кафедры компьютерной музыки Российской академии музыки имени Гнесиных.

## Список произведений
Автор Государственного гимна Республики Алтай.
Оркестровые произведения
- «Русские фрески» (1964, 1981).
- Симфония-концерт «Эпические сказания» для солирующих брелки, жалейки, владимирского рожка и большого симфонического оркестра (1982).
- «Камлания» (1994).
- «Элегия (адажио) памяти Веры Городовской» (1999).
- «Токката» (2002).
- «Романтическая пьеса» для оркестра народных инструментов (2009 — 3 редакция).

Поэтическая симфония
- На стихи А. Адарова для чтеца, синтезатора, вокала и народного оркестра «Слово» (2002).
- Второй концерт-симфония для домры и оркестра народных инструментов (2011).

Камерно-инструментальные произведения
- «Септет» для струнного квинтета, флейты и фортепиано (1974).
- «Три пьесы» для скрипки, виолончели и фортепиано (1978).
- «Романтическая пьеса» для домры и фортепиано (1981).
- Поэма-медитация для фортепиано «Сумеры» (1986).
- Детский альбом «Играй и пой» для фортепиано (1998).
- «Ambient» — композиция для любого состава (2002).

Хоровые произведения
- «Купальская» на стихи С. Есенина «За рекой горят огни» для хора (1975).
- Оратория для солистов, хора и оркестра «Солнце Алтая» (1977, вторая редакция — 2017).
- «Веснянка» для детского или женского хора a’capella (1984).

Музыка для театра
- Музыкальная комедия по пьесе А. Адарова «Женитьба Абайыма» (1984) на алтайском языке.

Вокальные циклы
- «В хладных сумерках зари» на стихи А. Коренева (1972, 1978).
- «Песни россиянина» на стихи Демьяна Бедного (1984).
- «Пути уходящих» на тексты духовных христианских песен (1985).
- «Пять романсов» на стихи Вики Ветровой (1991).

Музыка для электронных музыкальных инструментов
- «Суггестия № 1», «Суггестия № 2» (1991).

Научно-методические публикации
- Компьютер и музыкальное творчество // Музыка и Электроника, 2019, № 1, с.4-5.

## Награды и звания
- Заслуженный деятель искусств Российской Федерации (2009)[1].
- Юбилейная медаль Государственного Собрания-Эл Курултай Республики Алтай «260 лет добровольного вхождения алтайского народа в состав Российского государства» (2016)[4].
- Профессор РАМ (Российской академии музыки) им. Гнесиных (2019).
- Профессор по специальности "Виды искусства" (Приказом Министерства науки и высшего образования РФ от 29 июля 2022 г. №970/нк-1).